# Masato Sakai
Masato Sakai (n. 6 iunie 1995, Yanagawa, Fukuoka, Prefectura Fukuoka, Japonia) este un înotător japonez, medaliat olimpic. A participat la o ediție a Jocurilor Olimpice (2016) în care a câștigat o medalie de argint.

## Participări
Lista de mai jos prezintă principalele competiții la care a participat Masato Sakai de-a lungul carierei.
- Natação nos Jogos Olímpicos de Verão de 2016 - 200 m borboleta masculino[*]